# Basshunter
Jonas Erik Altberg (Halmstad, Zweden, 22 december 1984), beter bekend onder zijn artiestennaam Basshunter, is een Zweedse zanger, producer en dj. Hij is bekend van zijn hits "Vi sitter i Ventrilo och spelar DotA", "Boten Anna", "Now You're Gone" en "All I Ever Wanted".
In 2008 won Basshunter een EBBA Award. De European Border Breakers Awards (EBBA) zijn prijzen die jaarlijks worden uitgereikt aan tien jonge veelbelovende Europese artiesten die het afgelopen jaar succesvol buiten de eigen landsgrenzen debuteerden.

## Carrière

### Jeugd
Altberg heeft het syndroom van Gilles de la Tourette, waar hij veel problemen mee had, maar hij is langzamerhand over de stoornis heen gekomen.
Altberg beschrijft zijn muziek zelf als eurodance; anderen classificeren het als harddance. Hij maakt zijn muziek op zijn eigen computer met het programma Fruityloops. Hij begon in 1999 met het maken van muziek en bracht zijn eerste album, The Bassmachine, in 2004 uit via zijn website.

### AlbumLOL <(^^,)>

#### Boten Anna

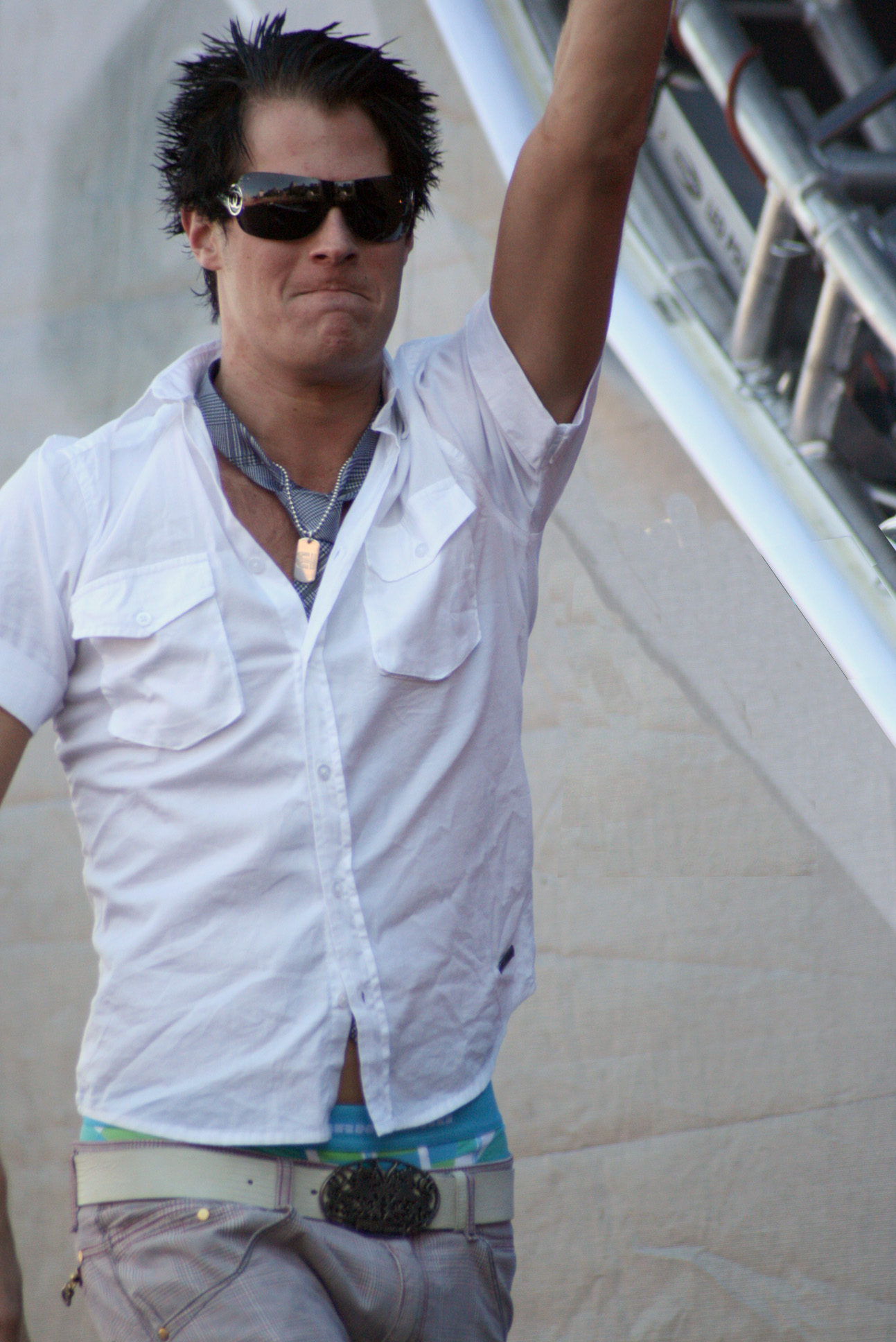
Basshunter (2007)

Basshunter werd, nadat hij de single Boten Anna had uitgebracht, enorm bekend in Zweden, Denemarken en Noorwegen en later ook in Nederland en België. Het nummer kwam bovenaan te staan in de hitlijsten en werd op 3 mei 2006 tot Noorse officiële Russefeiring-nummer gekozen. In de Nederlandse Top 40 werd de koppositie bemachtigd. In de Single Top 100 zou het niet verder komen dan de 2e plaats.
De tekst van Boten Anna gaat over een gebruikster van IRC waarvan de zanger denkt dat ze een IRC-bot is. Hij ontdekt later dat ze een echt persoon is, maar zegt dat ze in zijn ogen altijd een bot zal blijven. Ondanks het esoterische onderwerp werd het nummer door de gevestigde media goed ontvangen. Het woord bot werd vaak foutief geïnterpreteerd als boot, temeer daar een deel van de clip zich in een waterfiets in een kanaal afspeelt, en er in de tekst ook over een kanaal wordt gesproken. In dit laatste geval wordt echter een IRC-kanaal bedoeld. De Gebroeders Ko hebben hierop ingespeeld met een Nederlandse spoof, die eind augustus 2006 de Nederlandse hitlijsten binnenkwam.
In het kanaal #BassHunter.se op QuakeNet was, toen het nummer uitkwam, een bot actief genaamd Anna. Door de populariteit van het nummer raakte dat kanaal echter, net als #Anna, vol met bots. Er zat geen echte Anna meer. Inmiddels is de "boten-anna hype" zo goed als over, want zowel #anna als #Basshunter.se is bijna leeg.
Het Deense internetradiostation MMradio.org heeft een Deense remix gemaakt die Rundfarten (Jeg kender en båd) (De Rondvaart - Ik ken een boot) heet. Het is een parodie die inspeelt op het feit dat veel mensen denken dat het nummer over een boot gaat, in plaats van over een bot. De parodie gaat over een boot, waardoor het misverstand vergroot wordt. De dj's die het gemaakt hebben, hebben nooit verteld hoe ze het nummer wilden noemen, en bij de eerste uitzending is door luisteraars bepaald dat het om een boot genaamd Anna ging. Een tweede Deense parodie is gemaakt door een duo dat zich "Klamedia" noemt. De parodie heet Kåta Hannah (Geile Hannah) en wordt in gebroken Zweeds gezongen.
De Nederlandse artiesten de Gebroeders Ko hebben een gelijknamige parodie Boten Anna op het nummer gemaakt, die gaat over een boot met de naam Anna. Het bereikte uiteindelijk de zesde plaats in de Top 40 en de 3e plaats in de Single Top 100. Eind november brachten dezelfde artiesten weer een parodie van het nummer uit, getiteld Sinterklaas Boot, die het tot respectievelijk nummer zeven en nummer twee heeft gebracht.

#### Vi sitter i Ventrilo och spelar DotA
De tweede singlerelease van Basshunter, waarin gezongen wordt Vi sitter i Ventrilo och spelar DotA, gaat over Basshunter en zijn vrienden, die het communicatieprogramma Ventrilo gebruiken terwijl ze Defense of the Ancients (DotA) spelen. Dit is een mod voor het spel Warcraft III: The Frozen Throne en Warcraft III: Reign Of Chaos. Het nummer toont een erg grote gelijkenis met Daddy DJ van Daddy DJ uit 2002. Van Daddy DJ is overigens een korte remix bekend die hij ook heeft ingemixt. Omdat de titel redelijk lang is en men veelal niet wist hoe dit uitgesproken diende te worden, werd deze door verschillende media versimpeld tot DotA.

#### Vifta med händerna
De derde single van Basshunter heet Vifta med händerna (zwaai met de handen), een rapnummer met de bekende beats van Basshunter. De single was het resultaat van een samenwerking met Patrik en Lillen. De videoclip bij het nummer werd in oktober en november 2006 opgenomen in Zweden. In de clip staat Basshunter achter de draaitafel en gaan Patrik en Lillen erop los met een Zweedse rap. Iedereen gaat uit zijn dak op de plaat, totdat de manager van de zaak binnen komt vallen. Basshunter probeert nog met een lolletje zijn album LOL <(^^,)> te slijten aan de man, maar dat mag niet baten en de man laat iedereen zonder pardon de deur uit gooien.

#### Jingle Bells
Eind 2006 werd de kerstsingle Jingle Bells uitgebracht. Deze single haalde nummer 31 in de Single Top 100, een hitlijst die enkel op verkopen gebaseerd is. De Nederlandse Top 40 of Mega Top 50, algemene hitlijsten waarin ook airplay verwerkt is, werden niet bereikt.

### Now You're Gone - The Albumen andere activiteiten

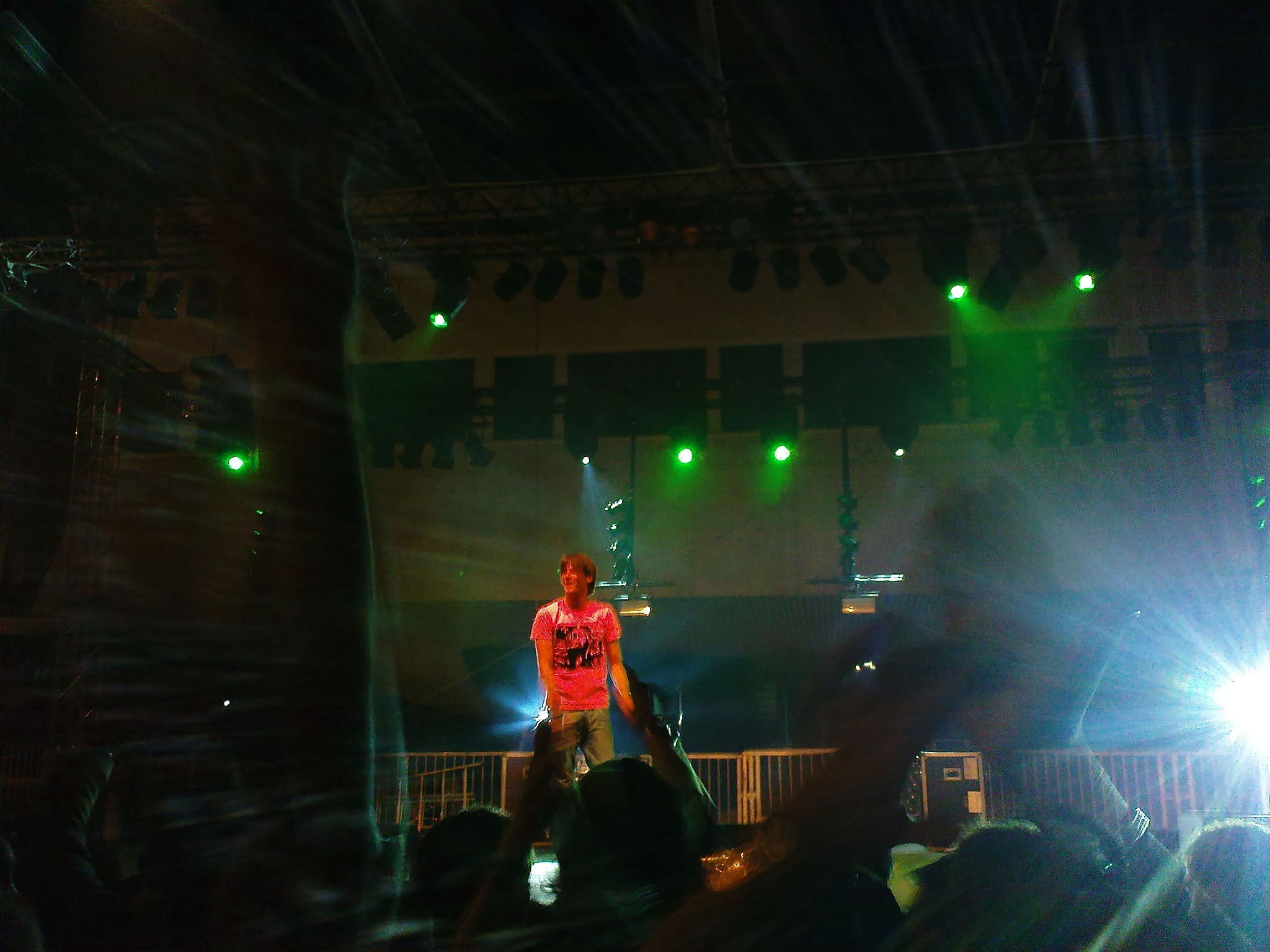
Basshunter (2008)

I Can Walk on Water, I Can Fly is het eerste lied dat Basshunter uitbracht in 2008 op Now You're Gone - The Album.
Dit is een nummer dat eind 2008 bekend werd onder de mensen. Ondanks dat het een Zweeds nummer is, is het wereldwijd zeer bekend. Hij heeft dit nummer in slechts 4 uur tijd gemaakt voor een stichting die mensen helpt in hongersnood. De tekst heeft als thema dat muziek mensen helpt, zelfs in tijden van hongersnood.

## Discografie

### Studioalbums
| Jaar | Titel                       |
| ---- | --------------------------- |
| 2004 | The Bassmachine             |
| 2006 | LOL <(^^,)>                 |
| 2008 | Now You're Gone - The Album |
| 2009 | Bass Generation             |
| 2013 | Calling Time                |

### Compilatiealbums
| Jaar | Titel                      |
| ---- | -------------------------- |
| 2006 | The Old Shit               |
| 2012 | The Early Bedroom Sessions |

### Singles
| Jaar | Titel                                         |
| ---- | --------------------------------------------- |
| 2004 | "The Big Show"                                |
| 2006 | "Welcome to Rainbow"                          |
| 2006 | "Boten Anna"                                  |
| 2006 | "Vi sitter i Ventrilo och spelar DotA"        |
| 2006 | "Jingle Bells"                                |
| 2006 | "Vifta med händerna"                          |
| 2007 | "Now You're Gone"                             |
| 2008 | "Please Don't Go"                             |
| 2008 | "All I Ever Wanted"                           |
| 2008 | "Angel in the Night"                          |
| 2008 | "Russia Privjet (Hardlanger Remix)"           |
| 2008 | "I Miss You"                                  |
| 2009 | "Walk on Water"                               |
| 2009 | "Al final"                                    |
| 2009 | "Every Morning"                               |
| 2009 | "I Promised Myself"                           |
| 2010 | "Saturday"                                    |
| 2011 | "Fest i hela huset"                           |
| 2012 | "Northern Light"                              |
| 2012 | "Dream on the Dancefloor"                     |
| 2013 | "Crash & Burn"                                |
| 2013 | "Calling Time"                                |
| 2013 | "Elinor"                                      |
| 2018 | "Masterpiece"                                 |
| 2019 | "Home"                                        |
| 2020 | "Angels Ain't Listening"                      |
| 2021 | "Life Speaks to Me"                           |
| 2022 | "End the Lies" (& Alien Cut)                  |
| 2023 | "Ingen kan slå (Boten Anna)" (Victor Leksell) |

### Remixes
| Jaar | Titel | Artiest             |
| ---- | --- | ------------------- |
| 2007 | "Dancing Lasha Tumbai" (Basshunter Remix) | Verka Serduchka     |
| 2007 | "Du hast den schönsten Arsch der Welt" (Basshunter's Bass My Ass Radio Mix) "Du hast den schönsten Arsch der Welt" (Basshunter's Bass My Ass Remix) | Alex C. feat. Y-ass |
| 2007 | "Ieva's Polka (Ievan Polkka)" (Basshunter Remix) | Loituma             |
| 2007 | "Calcutta 2008" (Basshunter Remix) | Dr. Bombay          |
| 2008 | "When You Leave (Numa Numa)" (Basshunter Radio Mix)                                                                                                 | Alina               |
| 2009 | "When You Leave (Numa Numa)" (Basshunter Extended Edit)                                                                                             | Alina               |
| 2013 | "Crash & Burn" (Basshunter Remix) | Basshunter          |
| 2014 | "Sex Love Rock n Roll (SLR)" [Basshunter Remix] "Sex Love Rock n Roll (SLR)" [Basshunter Remix Extended Version]                                    | Arash feat. T-Pain  |

### Muziek samenwerking
| Jaar | Titel                       | Artiest      | Album | Rol |
| ---- | --------------------------- | ------------ | ----- | --- |
| 2015 | "Mange kommer hem till dig" | Mange Makers | Tekst |     |

### Muziekvideo's
| Jaar | Titel                                  | Regisseur(s)                      |
| ---- | -------------------------------------- | --------------------------------- |
| 2006 | "Boten Anna"                           | Carl-Johan Westregård, Kim Parrot |
| 2006 | "Vi sitter i Ventrilo och spelar DotA" | Carl-Johan Westregård, Kim Parrot |
| 2006 | "Vifta med händerna"                   | Kim Parrot                        |
| 2007 | "DotA"                                 | -                                 |
| 2007 | "Now You're Gone"                      | Alex Herron                       |
| 2008 | "All I Ever Wanted"                    | Alex Herron                       |
| 2008 | "Angel in the Night"                   | Alex Herron                       |
| 2008 | "I Miss You"                           | Alex Herron                       |
| 2009 | "Walk on Water"                        | -                                 |
| 2009 | "Every Morning"                        | Alex Herron                       |
| 2009 | "I Promised Myself"                    | Alex Herron                       |
| 2009 | "Jingle Bells"                         | Alex Herron                       |
| 2010 | "Saturday"                             | Alex Herron                       |
| 2012 | "Northern Light"                       | Alex Herron                       |
| 2012 | "Dream on the Dancefloor"              | Gareth Evans                      |
| 2013 | "Crash & Burn"                         | Farzad Bayat                      |
| 2013 | "Calling Time"                         | Gareth Evans                      |

#### Gastoptredens
| Jaar | Titel    | Artiest | Diretor(es) |
| ---- | -------- | ------- | ----------- |
| 2011 | "Melody" | Arash   | –           |

### Hitlijsten

#### Studioalbums
| Album met eventuele hitnotering(en) in de Nederlandse Album Top 100 | Datum van verschijnen | Datum van binnenkomst | Hoogste positie | Aantal weken | Opmerkingen |
| ------------------------------------------------------------------- | --------------------- | --------------------- | --------------- | ------------ | ----------- |
| LOL <(^^,)>                                                         | 28-08-2006            | 07-10-2006            | 66              | 13           |             |

#### Singles
| Single met eventuele hitnotering(en) in de Nederlandse Top 40 | Datum van verschijnen | Datum van binnenkomst | Hoogste positie | Aantal weken | Opmerkingen                                          |
| ------------------------------------------------------------- | --------------------- | --------------------- | --------------- | ------------ | ---------------------------------------------------- |
| Boten Anna                                                    | 09-05-2006            | 05-08-2006            | 1(2wk)          | 16           | Nr. 2 in de Single Top 100 / Dancesmash op Radio 538 |
| Vi sitter i Ventrilo och spelar DotA                          | 14-10-2006            | 28-10-2006            | 18              | 8            | Nr. 9 in de Single Top 100 / Dancesmash op Radio 538 |
| Jingle Bells                                                  | 13-11-2006            | -                     |                 |              | Nr. 31 in de Single Top 100                          |
| Now You're Gone                                               | 31-12-2007            | 16-02-2008            | tip7            | -            | met DJ Mental Theo's Bazzheadz                       |
| All I Ever Wanted                                             | 19-05-2008            | 16-08-2008            | tip15           | -            |                                                      |

| Single met hitnotering(en) in de Vlaamse Ultratop 50 | Datum van verschijnen | Datum van binnenkomst | Hoogste positie | Aantal weken | Opmerkingen |
| ---------------------------------------------------- | --------------------- | --------------------- | --------------- | ------------ | ----------- |
| Boten Anna                                           | 09-05-2006            | 21-10-2006            | tip6            | -            |             |

## Prijzen en nominaties
| Jaar | Prijs                           | Categorie                                     | Uitslag     |
| ---- | ------------------------------- | --------------------------------------------- | ----------- |
| 2006 | Grammis                         | Årets bästa ringsignal ("Boten Anna")         | Gewonnen    |
| 2006 | Rockbjörnen                     | Årets svenska låt ("Boten Anna")              | Genomineerd |
| 2006 | Rockbjörnen                     | Årets svenska nykomling                       | Genomineerd |
| 2006 | Eurodanceweb Award              | "Boten Anna"                                  | Gewonnen    |
| 2007 | NRJ Radio Award                 |                                               | Gewonnen    |
| 2008 | European Border Breakers Award  | LOL <(^^,)>                                   | Gewonnen    |
| 2008 | Eska Music Award                | Radioaktywny hit roku Era ("Now You're Gone") | Gewonnen    |
| 2008 | BT Digital Music Award          | Best Electronic Artist or DJ                  | Genomineerd |
| 2008 | BT Digital Music Award          | Breakthrough Artist of the Year               | Genomineerd |
| 2008 | MTV Europe Music Award          | Best New Act                                  | Genomineerd |
| 2008 | MTV Europe Music Award          | Most Addictive Track ("Now You're Gone")      | Genomineerd |
| 2008 | The Record of the Year          | "Now You're Gone"                             | Genomineerd |
| 2008 | World Music Award               | World's Best Selling Swedish Artist           | Gewonnen    |
| 2009 | Scandipop Award                 | Best Male                                     | Gewonnen    |
| 2010 | International Dance Music Award | Best HiNRG/Euro Track ("Every Morning")       | Genomineerd |
| 2011 | Scandipop Award                 | Best Male Single ("Saturday")                 | Genomineerd |